# Mychajło Matiuszenko
Mychajło Jurijowicz Matiuszenko, ps. Dziadek, ukr. Матюшенко Михайло Юрійович (ur. 8 stycznia 1961 w Buczy, zm. 26 czerwca 2022) – ukraiński wojskowy, pułkownik Sił Zbrojnych Ukrainy.
Do 2022 r. pracował jako menadżer w jednej z ukraińskich linii lotniczych. W czasie inwazji rosyjskiej w 2022 r. dowodził grupą lotników z 40 Brygady Lotnictwa Taktycznego znanych jako Duch Kijowa, odpowiedzialną w pierwszych miesiącach wojny za obronę stolicy Ukrainy. Po odparciu Rosjan spod Kijowa, podjął decyzję o wzmocnieniu frontu południowego i wschodniego i tam też zginął w walce. Został pochowany w Buczy, z której pochodził.

## Odznaczenia
- Bohater Ukrainy Orderu „Złota Gwiazda” (2023, pośmiertnie)[3]